# 평택새빛초등학교
평택새빛초등학교는 대한민국 경기도 평택시 칠원동에 있는 공립 초등학교이다.

## 연혁
- 2019년 9월 1일 : 개교